# Ocymyrmex turneri
Ocymyrmex turneri är en myrart som beskrevs av Horace Donisthorpe 1931. Ocymyrmex turneri ingår i släktet Ocymyrmex och familjen myror. Inga underarter finns listade i Catalogue of Life.